# Florence Barker (actriz)
Florence Barker (22 de noviembre de 1891-15 de febrero de 1913) fue una actriz estadounidense que trabajó durante la era del cine mudo, nació en Los Ángeles.
Durante su adolescencia, Barker empezó a trabajar en teatros aficionados, e hizo su primera aparición en The Altar of Friendship en Los Ángeles en 1907; la obra se estrenó en la Compañía Ferris. A los 18 años, Barker ya había aparecido en varias obras en el Teatro Grand en Los Ángeles.
Aproximadamente en esa época empezó a trabajar en la industria cinematográfica, haciendo un total de 63 películas. Durante varios años, Barker trabajó como líder femenina en Biograph Company. También trabajó en París y Londres y empezó a trabajar en papeles protagónicos en películas distribuidas por Pathé Freres. En 1912, decidió firmar un contrato con Powers Picture Plays.
Barker murió de neumonía en Los Ángeles a los 21 años.

## Filmografía
| Año  | Título                      | Papel          | Notas |
| ---- | --------------------------- | -------------- | ----- |
| 1908 | An Awful Moment             |                |       |
| 1909 | The Girls and Daddy         |                |       |
| 1909 | Getting Even                |                |       |
| 1909 | Choosing a Husband          | Gladys         |       |
| 1910 | The Englishman and the Girl |                |       |
| 1910 | Faithful                    | Novia de John  |       |
| 1910 | The Two Brothers            | Mexicana       |       |
| 1910 | The Kid                     | Doris Marshall |       |
| 1910 | The Oath and the Man        | Madame Prevost |       |
| 1911 | The Two Paths               |                |       |
| 1911 | His Daughter                | Mary           |       |
| 1911 | Priscilla's April Fool Joke | Priscilla      |       |
| 1911 | Priscilla and the Umbrella  | Priscilla      |       |
| 1912 | A Voice from the Deep       |                |       |